# Hamilton Pereira
Hamilton Pereira (Sorocaba, 8 de julho de 1954) é um metalúrgico e político brasileiro pelo Partido dos Trabalhadores.
Em 1986 foi candidato a deputado estadual, onde obteve 2.797 votos em Sorocaba e não foi eleito. Foi candidato a prefeito de Sorocaba pela primeira vez em 1992. Em 1994 foi eleito deputado estadual com 19 mil votos. Em 1998 foi reeleito com 50.623 votos, sendo o segundo deputado estadual mais votado do pleito em Sorocaba, onde obteve 35.610 votos. No ano 2000 foi candidato a prefeito de Sorocaba pela segunda vez, onde recebeu 40.668 votos (16,23% dos votos válidos), ficando na terceira posição.
Nas Eleições de 2002 foi reeleito como o deputado estadual pelo PT mais votado do Brasil, com 131.637 votos. Foi o oitavo deputado estadual mais votado de São Paulo. Em Sorocaba se tornou o deputado estadual mais votado da história da cidade até o hoje, com 69.903 votos (26,58% dos votos válidos). Nas Eleições de 2006  foi reeleito para o quarto mandato com 82.256 votos,, sendo 34.420 votos em Sorocaba. Na Eleição municipal de Sorocaba em 2008 foi candidato a prefeito de Sorocaba pela terceira vez, onde recebeu 38.781 votos (12,7% dos votos válidos), sendo derrotado no primeiro turno por Vitor Lippi.
Já nas Eleições de 2010 reelegeu-se com 80.963 votos, sendo o deputado estadual mais votado do pleito em Sorocaba, com 40.903 votos. Nas Eleições de 2014 foi candidato a deputado federal, onde recebeu 77.235 votos no estado, sendo 35.050 votos em Sorocaba, o segundo candidato mais votado. Tal votação não foi suficiente, ficando como quinto suplente.
É autor do Projeto de Lei Complementar 33/05 para a criação da Região Metropolitana de Sorocaba, conseguiu aprovar emenda orçamentária de R$ 8 milhões para a instalação do campus da Unesp em Sorocaba, lutou pela criação da Ala de Queimados do Conjunto Hospitalar de Sorocaba (CHS) e aprovou outra emenda no valor de R$ 1,2 milhão para compra de novos equipamentos de hemodiálise para o Hospital.
É autor ainda de Leis de interesse estadual como a de número 10312/99, que institui o Programa de Combate à Violência nas Escolas, hoje adotado como Escola da Família.
Outros projetos de autoria do deputado que tramitam na Assembleia são o que institui o “Promedula - Programa Permanente do Transplante de Medula Óssea”, o que cria uma política de atendimento às pessoas com autismo, o que institui a Política Estadual de busca a pessoas desaparecidas, e o que regulariza o atendimento escolar nos hospitais estaduais e municipais, as Classes Hospitalares.
Foi Primeiro Secretário da Assembleia Legislativa de São Paulo, presidente da Comissão de Relações do Trabalho da Assembléia Legislativa por três vezes e do Conselho de Ética da Casa por duas vezes.

## Desempenho em eleições
| Ano  | Eleição               | Coligação                                     | Partido | Candidata a       | Votos         | Votos em Sorocaba            | Resultado  |
| ---- | --------------------- | --------------------------------------------- | ------- | ----------------- | ------------- | ---------------------------- | ---------- |
| 1982 | Municipal de Sorocaba | PT                                            | PT      | Vereador          | —             | 911 (35º)                    | Suplente   |
| 1986 | Estadual de São Paulo | PT                                            | PT      | Deputado Estadual | —             | 2.797 (9º)                   | Não Eleito |
| 1992 | Municipal de Sorocaba | PT                                            | PT      | Prefeito          | —             | 88.774 (2º - segundo turno)  | Não Eleito |
| 1994 | Estadual de São Paulo | PT                                            | PT      | Deputado Estadual | 19.099 (87º)  | 14.820 (3º)                  | Eleito     |
| 1998 | Estadual de São Paulo | PT, PCB, PPS, PMN, PCdoB                      | PT      | Deputado Estadual | 50.623 (39º)  | 35.615 (2º)                  | Eleito     |
| 2000 | Municipal de Sorocaba | PT, PCdoB                                     | PT      | Prefeito          | —             | 40.668 (3º - primeiro turno) | Não Eleito |
| 2002 | Estadual de São Paulo | PT, PCB, PCdoB                                | PT      | Deputado Estadual | 131.637 (8º)  | 69.903 (1º)                  | Eleito     |
| 2006 | Estadual de São Paulo | PT, PCdoB                                     | PT      | Deputado Estadual | 82.256 (42º)  | 34.420 (3º)                  | Eleito     |
| 2008 | Municipal de Sorocaba | PCdoB, PDT, PTdoB, PT, PR, PSB, PP, PRTB, PRB | PT      | Prefeito          | —             | 38.781 (2º - primeiro turno) | Não Eleito |
| 2010 | Estadual de São Paulo | PT, PCdoB                                     | PT      | Deputado Estadual | 80.963 (65º)  | 40.903 (1º)                  | Eleito     |
| 2014 | Estadual de São Paulo | PT, PCdoB                                     | PT      | Deputado Federal  | 77.325 (74º)  | 35.050 (2º)                  | Suplente   |
| 2018 | Estadual de São Paulo | PT                                            | PT      | Deputado Federal  | 33.148 (136º) | 15.208 (5º)                  | Suplente   |
| 2020 | Municipal de Sorocaba | PT                                            | PT      | Vereador          | —             | 1.567 (39º)                  | Suplente   |